# 納倫吉邦村 (吉蘭省)
納倫吉邦村（波斯語：نارنج بن），是伊朗吉兰省阿姆拉什县中央區南阿姆拉什鄉的一个村。2006年人口普查顯示該村人口为166人，分佈在45个家庭中。